# Bandiera del Delaware
La bandiera del Delaware (in inglese flag of Delaware) è il vessillo ufficiale dell'omonimo Stato federato americano.
Dalla sua fondazione nel 1777, il Delaware non possedette mai una bandiera, utilizzando a livello ufficiale solo il proprio stemma. Solo nel 1913 il governo statale creò una propria bandiera, riprendendo del tutto la simbologia dello stemma e ponendola in un fuso color camoscio su sfondo blu coloniale, tonalità richiamanti le uniformi della guerra d'indipendenza americana. Data la loro particolarità e quindi la loro frequente sostituzione, i colori vennero definitivamente normati solo nel 1954.
A livello simbolico, la bandiera richiama fortemente l'epoca delle Tredici Colonie e della guerra d'indipendenza. Elementi di spicco del vessillo sono un agricoltore e un minutemen a sostegno dello stemma centrale, e la data 7 dicembre 1787, giorno in cui il governo rivoluzionario del Delaware ratificò la Costituzione degli Stati Uniti d'America, primo Stato a farlo.

## Storia
Lo Stato del Delaware, dichiarata la propria indipendenza dal Regno di Gran Bretagna nel 1776, nel 1777 adottò un proprio stemma, che rimase il suo simbolo primario per oltre un secolo. Il Delaware fu inoltre il primo Stato a ratificare la costituzione americana il 7 dicembre 1787, divenendo il membro fondatore dell'Unione, motivo per il quale possiede numerosi privilegi formali e cerimoniali a livello federale.

Lo stemma del Delaware, elemento principale della bandiera

Pur nell'assenza di vessilli ufficiali, già durante la guerra civile americana (1861-1865) i reggimenti militari provenienti dal Delaware usavano come propria bandiera lo stemma statale su sfondo blu; questa insegna provvisoria servì in seguito a ispirare il vessillo ufficiale. Infine, dietro delibera del governatore del Delaware Charles R. Miller, la bandiera fu adottata il 24 luglio 1913, e da allora è rimasta invariata. Il vessillo era stato realizzato da un gruppo di Figlie della rivoluzione americana, che l'aveva poi sottoposta con successo all'attenzione dell'Assemblea Generale del Delaware. Della bandiera, adottata anche dalle forze armate statunitensi, è registrato l'impiego anche durante lo sbarco in Normandia del 1944. Un'integrazione legislativa fu necessaria nel 1954, al fine di normare esattamente i colori della bandiera, che spesso venivano semplificati e sostituiti con altre tonalità di più facile reperibilità.
Nonostante il suo uso massiccio a livello statale, in un sondaggio ufficiale del 2001 riguardo al gradimento delle bandiere subnazionali da parte di statunitensi e canadesi, la bandiera del Delaware è risultata al 52º posto su 72 vessilli esaminati. In particolare, tale deludente risultato deriverebbe dall'eccessiva complessità dello stemma incluso nella bandiera, e più in generale dall'impostazione della bandiera stessa, simile a quelle di molti altri Stati americani, costituite semplicemente dallo stemma statale su sfondo blu o azzurro, corrente vessillologica prettamente statunitense adottata dal XIX secolo che rende tali bandiere assai poco distinguibili l'una dall'altra.

## Descrizione

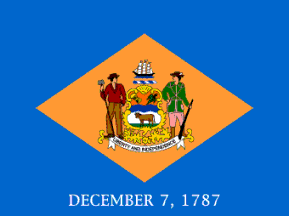
Vecchia versione della bandiera del Delaware, col blu al posto del blu coloniale e il giallo invece del camoscio, usata spesso dal 1913 al 1954 anche a livello ufficiale

La bandiera, solitamente di proporzioni 2:3, è composta dallo stemma dello Stato all'interno di un fuso di colore camoscio su sfondo azzurro (nella varietà blu coloniale). Sotto il fuso è presente a caratteri bianchi la data 7 dicembre 1787, giorno in cui il Delaware, primo tra gli Stati dell'Unione, ratificò la costituzione americana. I colori della bandiera ricalcano quelli della divisa utilizzata dai combattenti che provenivano da questa regione durante la guerra d'indipendenza; in particolare il blu coloniale è legato alla storia militare dello Stato, in quanto durante la guerra i soldati del 1º Reggimento del Delaware, tra i più feroci militari statunitensi durante i combattimenti, erano detti "galline blu" (blue hens). Spesso, tuttavia, nelle bandiere il camoscio è rimpiazzato dal giallo, ben più facile da reperire. Il fuso in inglese è chiamato diamond (lett. "diamante"), e fu adottato nella bandiera in riferimento ad uno dei soprannomi del Delaware, Diamond State, coniato dal terzo presidente degli Stati Uniti d'America Thomas Jefferson in riferimento alla sua ricchezza e importanza.

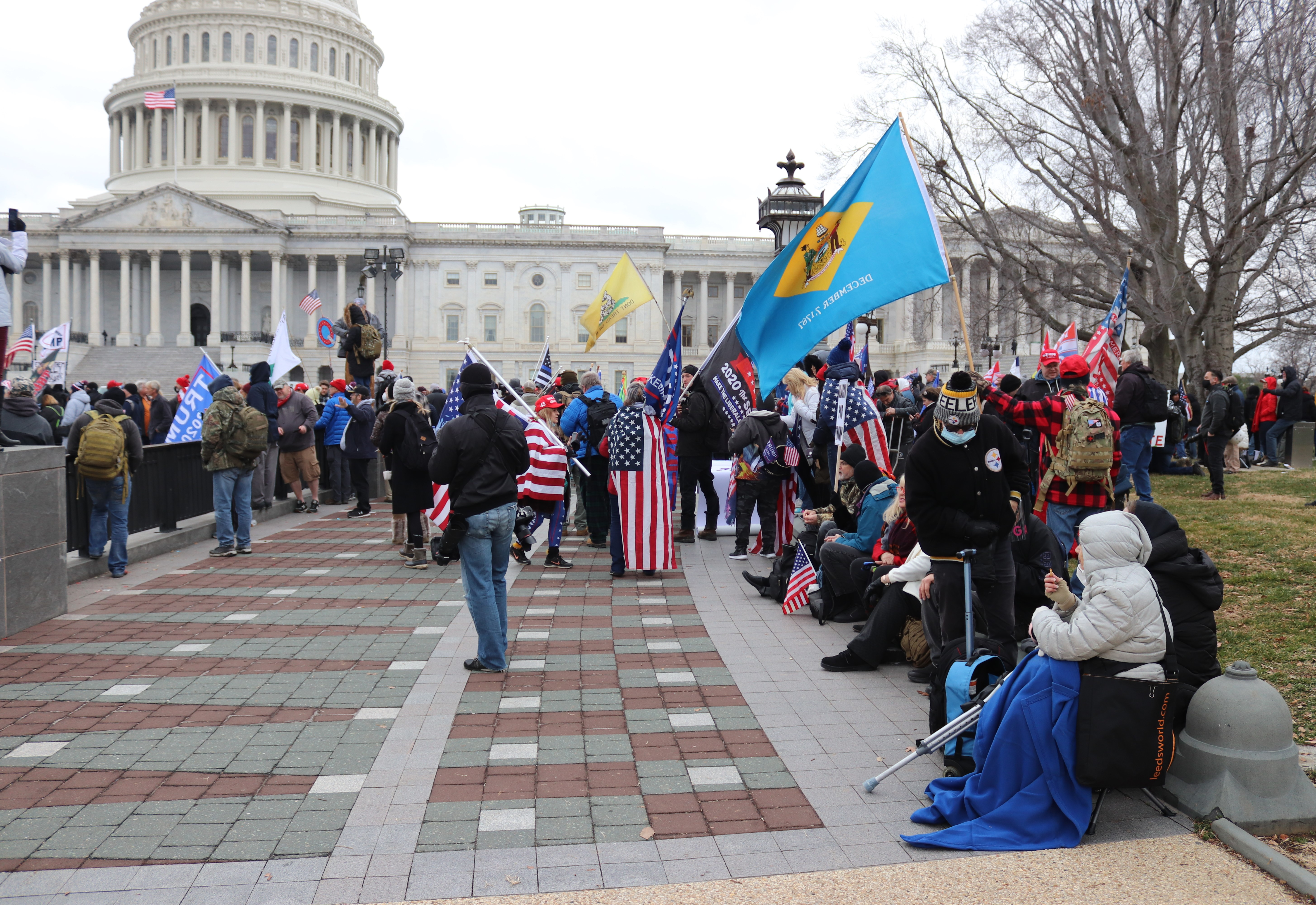
Foto di manifestanti durante le proteste trumpiane del 6 gennaio 2021; alcuni in prima fila stanno sventolando la bandiera del Delaware

Lo stemma del Delaware, presente al centro della bandiera, è piuttosto complesso. Include uno scudo (pare senza significato particolare se non di gradevolezza e unicità grafica) a sua volta diviso in quattro bande, rispettivamente oro, blu, bianco e verde. Nella banda oro (simbolo di ricchezza) sono presenti un fascio di grano e una pannocchia di mais, mentre in quella bianca un bue, simboli della vocazione agricola dello Stato. La banda blu invece rappresenta il fiume Delaware, arteria fluviale del territorio, mentre quella verde su cui si regge il bue il suolo stesso dello Stato. A sormontare lo scudo c'è un veliero, rappresentante l'industria marittima, altro settore economico molto importante per il Delaware. A sinistra dello scudo si erge un agricoltore, mentre a destra un minutemen, simboli del potere contadino e di quello militare, su cui originariamente si basava l'indipendenza del Delaware e, più in generale, delle Tredici Colonie americane. A completare lo stemma, nella parte inferiore un cartiglio bianco reca a caratteri rossi il motto Liberty and Independence ("libertà e indipendenza").

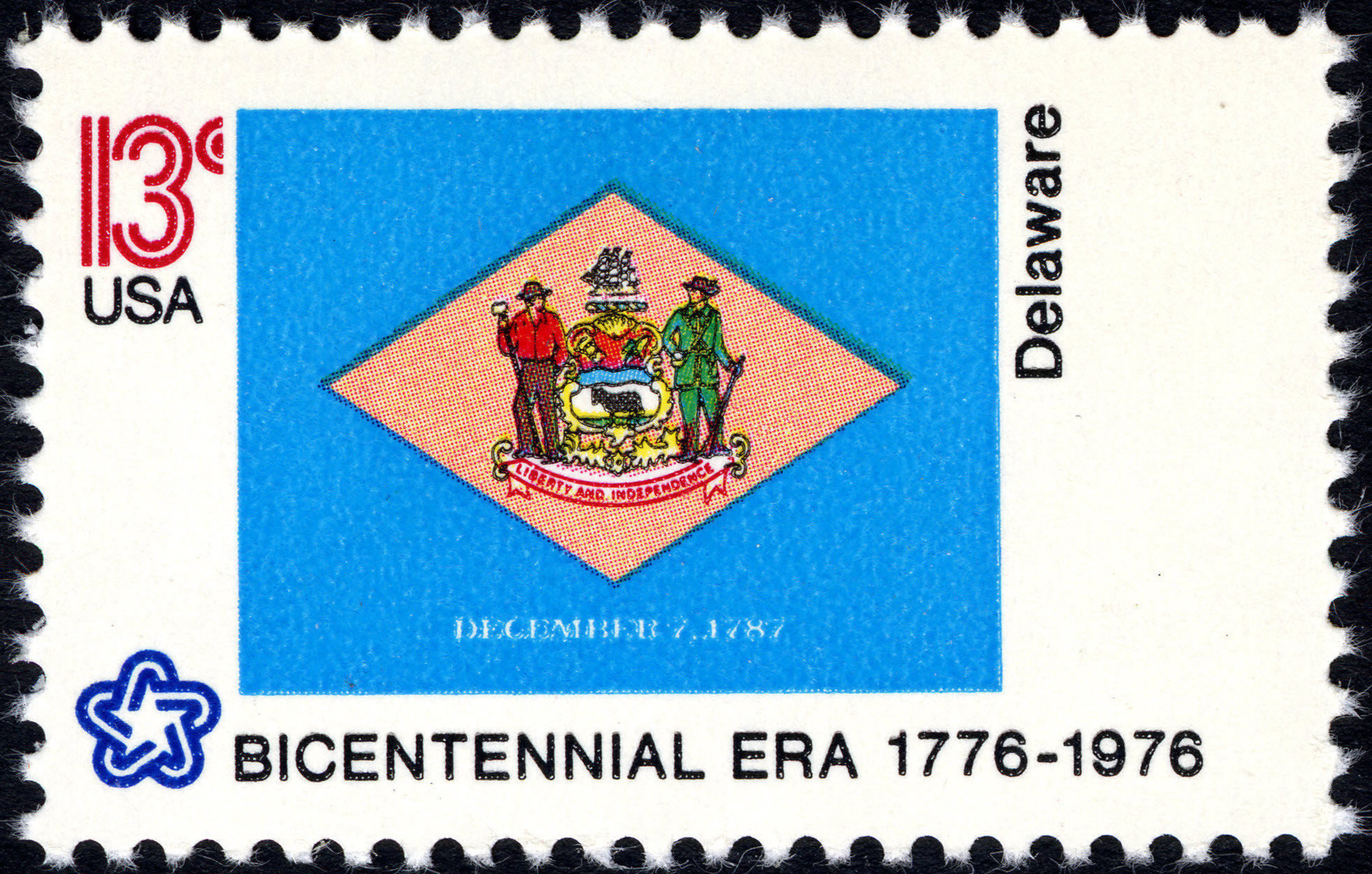
Francobollo emesso nel 1976 per il bicentenario dell'indipendenza americana, dove tuttavia è evidente l'uso della versione semplificata della bandiera

Il vessillo presenta massicci richiami al passato coloniale statunitense, e a quella che era la società americana del XVIII secolo. Dal 1913 al 1954 la bandiera non subì variazioni, ma vista l'assai comune semplificazione dei colori fatta anche a livello ufficiale (da blu coloniale a semplice blu e dal camoscio al giallo) il governo del Delaware pubblicò un decreto il 18 novembre 1954, definendo in maniera esatta i colori dello sfondo (il blu coloniale come arno blue, Cable No. 10663, e il camoscio come golden beige, Cable No. 10781).

## Uso

### Date di esposizione raccomandate
La bandiera del Delaware è di uso libero, ma le autorità governative ne incoraggiano l'esposizione, oltre che per le feste nazionali come il Giorno dell'Indipendenza (4 luglio), anche in alcune date particolarmente significative per la storia dello Stato:
| Giorno     | Ricorrenza |
| ---------- | --- |
| 15 giugno  | Separation Day: anniversario della secessione del Delaware dalla colonia della Pennsylvania il 15 giugno 1776, primo atto di ribellione nei confronti del Regno di Gran Bretagna |
| 7 dicembre | Delaware Day: anniversario della ratifica della Costituzione degli Stati Uniti d'America da parte del Delaware il 7 dicembre 1787                                                |

### Annotazioni
1. ↑  Gli statuti del Delaware non specificano le proporzioni della bandiera, che sono quindi teoricamente libere. Per consuetudine vengono comunque adottate di norma le proporzioni 2:3. Cfr. (EN) Delaware - US flags, su usflags.design.
2. ↑  Nelle varietà:      #C8AB80     #F0DC82
3. ↑  Nelle varietà:      #669DA6     #4B82A1
4. ↑  Il 1º Reggimento del Delaware fu in seguito assorbito dall'esercito degli Stati Uniti, è ancora attivo come il 198º Battaglione e come simbolo presenta proprio una gallina blu in riferimento alla sua origine; inoltre il governatore del Delaware, quando espone ufficialmente la bandiera statale, deve per legge farlo su un'asta con un fregio a guisa di gallina blu. Cfr. Howe 2010, cap. Delaware.

### Riferimenti
1. 1 2 3 4 5 6 7 8  (EN) Whitney Smith, Flag of Delaware, su britannica.com. URL consultato il 5 febbraio 2020.
2. 1 2 3 4 5 6 7 8 9 10  Young 2010, p. 19.
3. ↑  (EN) Facts & Symbols, su delaware.gov.
4. 1 2 3 4 5 6 7  (EN) Città di Viola, Delaware Facts & Symbols, su viola.delaware.gov.
5. 1 2  Howe 2010, cap. Delaware.
6. 1 2 3  (EN) Delaware, su 1001flags.com.
7. 1 2  (EN) Linda Callaway, Delaware Flag Symbolism: History and Meanings, su symbolgenie.com, 28 luglio 2023.
8. 1 2 3 4 5 6 7  (EN) Legislatura del Delaware, 2016 Delaware Code, Title 29 - State Government, CHAPTER 3. STATE SEAL, SONG AND SYMBOLS, su law.justia.com, 2016.
9. 1 2  (EN) North American Vexillological Association, NAVA WINS IN FLAG SURVEY (PDF), su vexman.net, vol. 34, n. 2, aprile-giugno 2001, ISSN 1053-3338 (WC · ACNP).
10. 1 2 3 4 5 6 7  (EN) Delaware - US flags, su usflags.design.